# Cappella della Madonna di Loreto (San Miniato)
La cappella della Madonna di Loreto (chiamata anche oratorio del Loretino) si trova a San Miniato, in provincia di Pisa, diocesi di San Miniato.

## Storia
L'edificio fu costruito nel 1285-1295 come cappella privata dell'attiguo palazzo del Popolo. Nel 1399 vi fu trasferito un venerato crocifisso ligneo (Crocifisso di Castelvecchio), proveniente dalla pieve dei Santi Giusto e Clemente: per l'occasione la cappella fu ampliata e dotata della cancellata in ferro battuto del senese Conte di Lello. Nei primi decenni del Quattrocento l'oratorio si arricchì degli affreschi sulla volta e sulle cappelle laterali, mentre un secolo dopo era eseguito da maestranze fiorentine il grandioso altare ligneo con pannelli dipinti dallo Spillo, in quegli anni attivo a San Miniato. La costruzione dell'altare adempiva un voto dell'Opera del Duomo per la fine della pestilenza del 1527.
Nel 1718 il crocifisso fu posto nel santuario ad esso dedicato e sostituito da una Madonna di Loreto (col cambio del nome della cappella).

## Descrizione
All'interno si accede da un piccolo portale sormontato da una terracotta con Cristo in pietà.

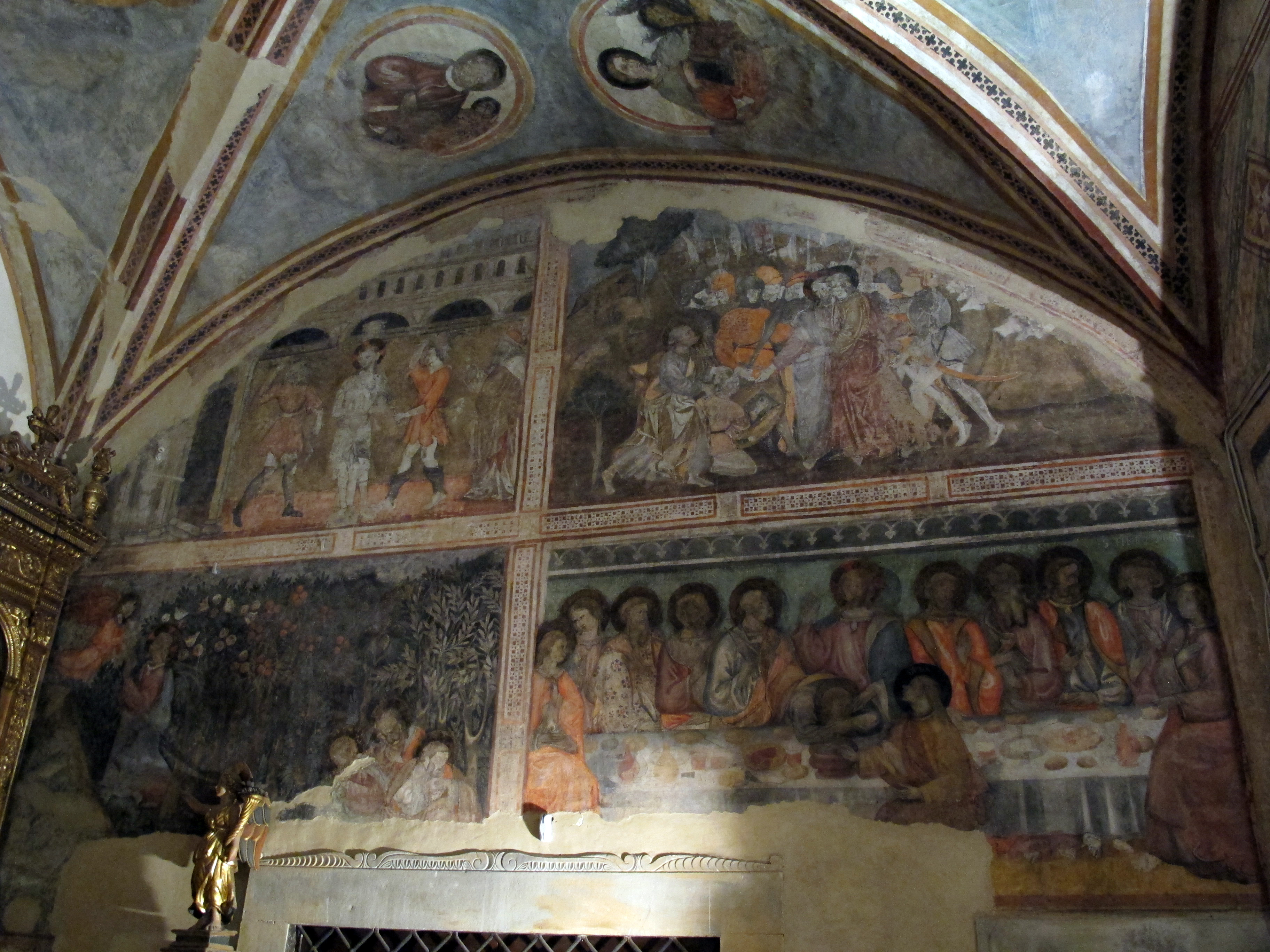
Oratorio del Loretino, affreschi di Arrigo di Niccolò e Pietro di Minaito

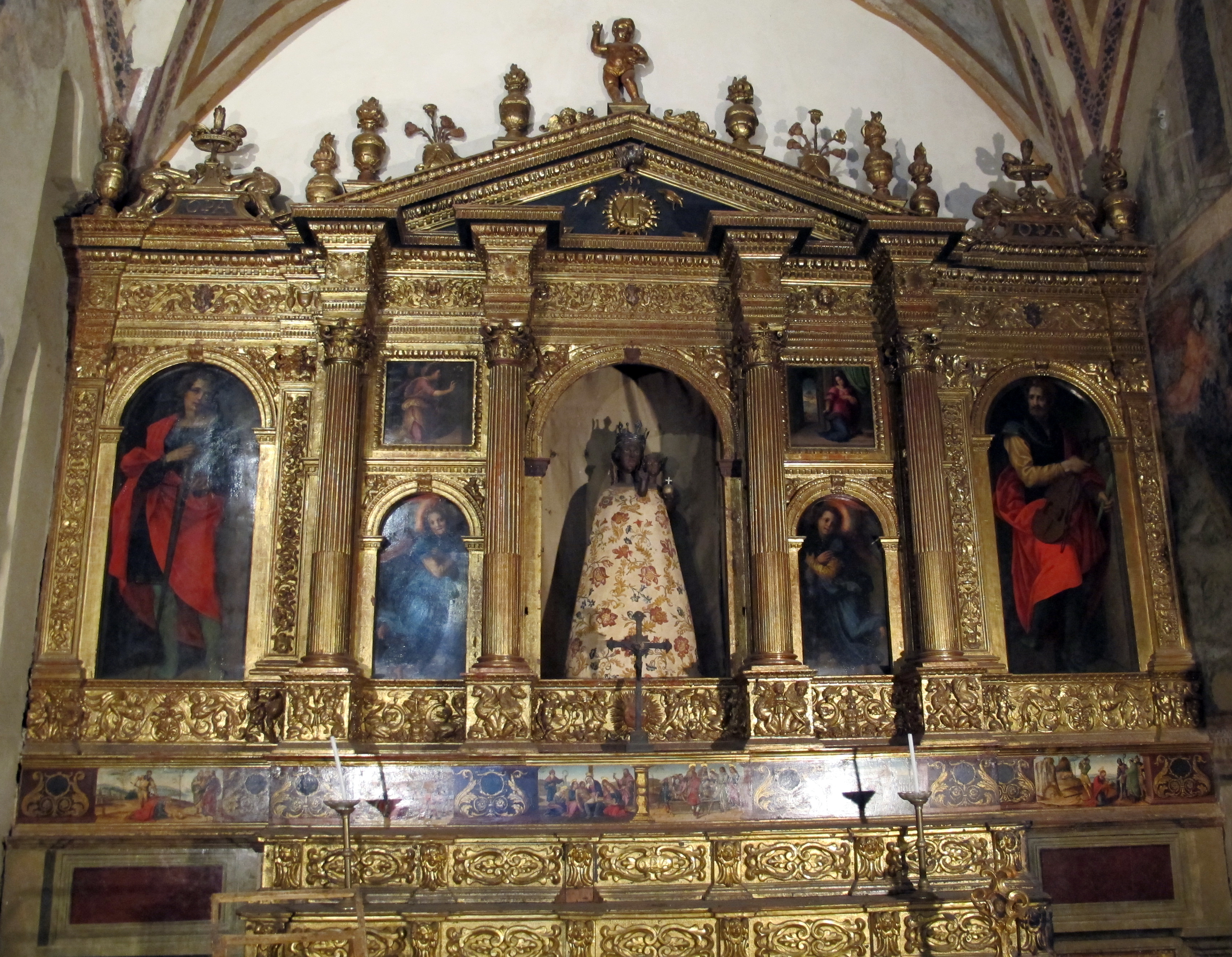
Oratorio del Loretino, San Miniato, ancona di Francesco d'Agnolo

Una bella cancellata in ferro battuto chiude il presbiterio ed è opera di Conte di Lello Orlandi (XIV secolo). Le pareti e la volta a vele sono ornate da affreschi del primo Quattrocento con Storie della vita di Cristo. Nelle vele si trovano medaglioni con gli Evangelisti, Re David e la Sibilla Eritrea. Sulla parete est la Natività con l'annuncio ai pastori, una frammentaria Strage degli Innocenti, l'Adorazione dei Magi e la Presentazione al Tempio. Sull'altro lato l'Ultima Cena, Cristo nell'orto, l'Arresto di Cristo e la Flagellazione. Gli studi più recenti circoscrivono l'opera al 1413 circa e alcuni documenti riferiscono almeno una parte dei dipinti al pratese Arrigo di Niccolò. Accanto a lui operarono altre mani, tra cui forse quella del conterraneo Pietro di Miniato.
La parete di fondo è occupata da un ricco altare cinquecentesco di legno dorato e intagliato, commissionato dell'Opera del Santissimo Crocifisso, che in origine conteneva il Crocifisso. L'ancona, a più riquadri, è opera di Vincenzo di Bastiano Ansaldi, per quanto riguarda l'incorniciatura lignea, e di Francesco d'Agnolo, il fratello di Andrea del Sarto che in un primo momento doveva occuparsi di dipingere e dorare delle statue lignee ma che ben presto, mutate le intenzioni della committenza, fu incaricato di dipingere invece dei pannelli, eseguiti dallo stesso artista tra 1528 e 1529 . Vi sono rappresentati, nei vari riquadri, San Miniato con la spada, San Genesio musico, l'Angelo annunciante e la Vergine annunziata, oltre a due Angeli adoranti. Il San Genesio pare differenziarsi dagli altri personaggi per una maggiore caratterizzazione ritrattistica tanto che è stato ipotizzato che possa trattarsi del ritratto di Jacopo Pontormo, per una somiglianza con le sue effigi note e sicure. Al centro, a sfondo del Crocifisso che vi era in origine, era un pannello con il Cristo risorto, poi trasferito insieme alla venerata immagine nel nuovo e più grande oratorio settecentesco. A seguito di ciò al centro fu collocata una Madonna di Loreto che poi ha dato il nome attuale all'oratorio.
La predella, nella quale sono rappresentati il Martirio di san Miniato, l'Andata al Calvario, la Deposizione e seppellimento di Cristo, il Noli me tangere e il Martirio di san Genesio è invece opera di un pittore di cultura ghirlandaiesca ancora non identificato. 
Tutte le scene del dossale, in ogni caso, completano quelle degli affreschi, con l'eccezione della Crocifissione che era rappresentata dalla scultura lignea.